# Porquê?

Ver: Todos os Álbuns de estúdio

Porquê? é o décimo quarto álbum de estúdio da banda portuguesa de rock UHF. Editado a 4 de outubro de 2010 pela AM.RA Discos, com distribuição da Sony Music.

É o retorno aos discos de originais, cinco anos depois da edição do último álbum. Durante esse período, os UHF lançaram várias coletâneas e um álbum ao vivo. Trata-se do trabalho mais politizado do grupo, com canções de combate social, seguindo a linha ideológica da intervenção há muito reconhecida nos UHF, como referiu o vocalista na apresentação do álbum à imprensa: Trata-se de um CD em que, entre o amor e a canção política, o rock intervém". Um disco positivo, sem queixumes nem lamentações, toca nos assuntos de interesse nacional e foca algumas situações muito concretas.
| “ | O porquê fica mesmo como a grande pergunta. Depois de todas as discussões possíveis – económicas, financeiras, sociais, partidárias e não partidárias – há sempre uma pergunta que fica: Porquê? (...) O melhor da nação são os portugueses: os portugueses não são números, não são pedras, não são estradas. São pessoas. | ” |

Porquê? apresenta dez temas inéditos e duas versões de outros autores: "Vejam Bem" e "O Vento Mudou". A primeira, é o arranjo de um clássico da canção de intervenção portuguesa, da autoria de José Afonso, que relata o isolamento e desamparo social de quem ousava opor-se ao regime autoritário que vigorou em Portugal entre 1933 e 1974. A segunda versão é uma canção imortalizada por Eduardo Nascimento no Festival RTP da Canção, em 1967, que fala da dor sentida pela perda de um amor. A faixa de intervenção "Porquê (português)", é uma sátira dirigida a toda a classe política portuguesa responsável pela deterioração do nível de vida dos cidadãos e pelo resultante crítico estado da nação. Outra canção com forte cariz de intervenção social, é o tema "Cai o Carmo e a Trindade", em que os UHF assumem definitivamente o seu discurso político de acusações sobre a (in) Justiça, críticos da situação em que Portugal foi colocado por políticas e políticos incompetentes: "Eles vão ficar à solta", refere o trecho da canção. A fechar o álbum, a banda aponta soluções – "Portugal (somos nós)" – uma canção extremamente positiva, a puxar pelas pessoas, um apelo à consciência nacional.
O tema de apresentação do álbum foi o single "O Vento Mudou", e em outubro foi lançado o segundo single, "Viver Para Te Ver", uma suave balada rock, canção que se assume como uma apologia ao amor e às vivências comuns. A faixa "Porquê Só Ela" é um poema introspetivo, de encontros e desencontros A canção foi escolhida para terceiro single, por ter integrado a banda sonora da telenovela Espírito Indomável, exibida em 2010. Na primavera de 2011, foi editado o quarto e último single deste trabalho, "Quero Entrar Em Tua Casa", tema com enorme força nos concertos ao vivo e que se tornou num grande sucesso.
Porquê? atingiu a 19ª posição na tabela nacional de vendas, permanecendo uma semana, descendo depois para a 29ª posição. Devido à grande procura comercial, o álbum foi relançado no mercado em 15 de abril de 2011 no formato duplo disco compacto. O disco extra é constituído por cinco faixas: o inédito "Fingir, Não Sei Fingir", três versões acústicas e recupera a canção "O Tempo é Meu Amigo" do single-oferta que acompanhou a primeira edição do álbum de vídeo Absolutamente Ao Vivo, em 2009.

## Lista de faixas
O disco compacto é composto por doze faixas em versão padrão. O tema "O Vento Mudou" é da autoria de João Magalhães Pereira e Nuno Nazareth Fernandes, enquanto que a faixa Vejam Bem" foi composta por José Afonso. Os restantes temas são da autoria de António Manuel Ribeiro.
| CD             |                                               |                                     |         |  |
| N.º            | Título                                        | Compositor(es)                      | Duração |  |
| 1.             | "Nativos"                                     | António M. Ribeiro                  | 1:51    |  |
| 2.             | "Viver Para Te Ver"                           | António M. Ribeiro                  | 4:21    |  |
| 3.             | "O Vento Mudou (Cover de Eduardo Nascimento)" | João M. Pereira / Nuno N. Fernandes | 2:26    |  |
| 4.             | "Porquê Só Ela"                               | António M. Ribeiro                  | 4:32    |  |
| 5.             | "A Canção Pode Ser"                           | António M. Ribeiro                  | 4:08    |  |
| 6.             | "Quero Entrar Em Tua Casa"                    | António M. Ribeiro                  | 4:12    |  |
| 7.             | "Porquê (Português)"                          | António M. Ribeiro                  | 2:24    |  |
| 8.             | "Vejam Bem"                                   | José Afonso                         | 4:46    |  |
| 9.             | "A Ultima Prova"                              | António M. Ribeiro                  | 5:17    |  |
| 10.            | "Cai o Carmo e a Trindade"                    | António M. Ribeiro                  | 4:48    |  |
| 11.            | "Acende Um Isqueiro"                          | António M. Ribeiro                  | 6:02    |  |
| 12.            | "Portugal (somos nós)"                        | António M. Ribeiro                  | 5:40    |  |
| Duração total: | Duração total:                                | Duração total:                      | 48:27   |  |

| Relançamento 2011 (CD extra) |                                    |                                     |         |  |
| N.º                          | Título                             | Compositor(es)                      | Duração |  |
| 1.                           | "Fingir, Não Sei Fingir" (inédito) | António M. Ribeiro                  | 3:20    |  |
| 2.                           | "Rua do Carmo" (acústico)          | António M. Ribeiro                  | 4:40    |  |
| 3.                           | "O Vento Mudou" (acústico)         | João M. Pereira / Nuno N. Fernandes | 3:43    |  |
| 4.                           | "Nove Anos" (acústico)             | António M. Ribeiro                  | 5:04    |  |
| 5.                           | "O Tempo é Meu Amigo" (2009)       | António M. Ribeiro                  | 4:06    |  |
| Duração total:               | Duração total:                     | Duração total:                      | 68:40   |  |

## Membros da banda
- António Manuel Ribeiro (vocal e guitarra)
- António Côrte-Real (guitarra acústica e elétrica)
- Fernando Rodrigues (baixo e vocal de apoio)
- Ivan Cristiano (bateria e vocal de apoio)

Convidados
- Manuel Paulo (hammond B3)
- Tuna Académica Instituto Superior Técnico de Lisboa (coros)
- João Martins (pandeireta)
- Anne Vitorino d'Almeida (1º violino)
- Ana Filipa Serrão (2º violino)
- Joana Cipriano (viola)
- Daniela de Brito (violoncelo)
- Ruben Santos (trombone)
- Nuno Oliveira (piano e hammond B2)